# Apladrapsa ochracea
Apladrapsa ochracea là một loài bướm đêm trong họ Erebidae.